# Pere Martí i Peydró
Pere Martí i Peydró (Sabadell 1886-1932) era escriptor, periodista i historiador local; fundador, juntament amb altres, del Centre Català de Sabadell i el 1910 del Diari de Sabadell, al redós del qual més endavant es formà un important nucli literari.